# Логінов Володимир В'ячеславович
Володимир В'ячеславович Логінов (рос. Владимир Вячеславович Логинов; 1 січня 1981, м. Одинцово, СРСР) — російський хокеїст, захисник. Виступає за «Амур» (Хабаровськ) у Континентальній хокейній лізі. 
Вихованець хокейної школи «Крила Рад» (Москва). Виступав за «Крила Рад» (Москва), «Салават Юлаєв» (Уфа), «Динамо» (Москва), «Сибір» (Новосибірськ), «Спартак» (Москва, «Югра» (Ханти-Мансійськ), «Металург» (Новокузнецьк).